# АЭС Сика
АЭС «Сика» (яп. 志賀原子力発電所) — атомная электростанция в Японии.
Станция расположена на западе японского острова Хонсю близ одноимённого посёлка в префектуре Исикава. Строительство начато в 1989 году, построено два реактора производства Hitachi суммарной проектной мощностью 1898 МВт. После аварии на АЭС «Фукусима-1» производство энергии на станции было прекращено.

## Информация об энергоблоках
| Энергоблок | Тип реакторов | Мощность | Мощность | Начало строительства | Физпуск    | Подключение к сети | Ввод в эксплуатацию | Закрытие |
| Энергоблок | Тип реакторов | Чистый   | Брутто   | Начало строительства | Физпуск    | Подключение к сети | Ввод в эксплуатацию | Закрытие |
| ---------- | ------------- | -------- | -------- | -------------------- | ---------- | ------------------ | ------------------- | -------- |
| Сика-1     | BWR, BWR-5    | 505 МВт  | 540 МВт  | 01.07.1989           | 20.11.1992 | 12.01.1993         | 30.07.1993          | —        |
| Сика-2     | BWR, ABWR     | 1108 МВт | 1206 МВт | 20.08.2001           | 26.05.2005 | 04.07.2005         | 15.03.2006          | —        |